# Lunana, un iac a l'escola
Lunana, un iac a l'escola (títol original en anglès, Lunana: A Yak in the Classroom) és una pel·lícula dramàtica del Regne de Bhutan de 2019 i dirigida per Pawo Choyning Dorji. El film es va estrenar al Festival de Cinema de Londres. Va ser nominada a l'Oscar a la millor pel·lícula de parla no anglesa als Premis Oscar de 2020, però després va ser desqualificada. No obstant això, es va tornar a presentar per a l'any següent, essent preseleccionada el desembre de 2021 i essent una de les cinc nominades als premis Oscar de 2022. S'ha doblat i subtitulat al català.
La pel·lícula va guanyar el premi Audience Choice Award a la millor pel·lícula i el Best of the Fest al Festival Internacional de Cinema de Palm Springs el 2020. Al 26è Festival de Cinema della Lessinia, a Itàlia, la pel·lícula va ser guardonada amb el Premi Lessinia d'Or a la Millor pel·lícula del festival. Al Donibane Lohizuneko Zuzendari Gazteen Zinemaldia, a Sant Joan Lohitzune, la pel·lícula va guanyar el Prix du Public i Sherab Dorji va rebre el premi al Millor actor pel seu paper d'Ugyen Dorji.

## Argument
Ugyen, un mestre d'escola en el seu darrer any de formació, és enviat a la remota ciutat de Lunana, al nord de Bhutan. S'ha d'enfrontar a l'altitud, la manca de comoditats i un hivern sever.

## Repartiment
- Sherab Dorji com a Ugyen Dorji
- Ugyen Norbu Lhendup com a Michen
- Kelden Lhamo Gurung com Saldon
- Kunzang Wangdi com a Asha Jinpa
- Tshering Dorji com a Singye
- Sonam Tashi com a Tandin
- Pem Zam com a Pem Zam
- Tsheri Zom com l'àvia d'Ugyen